# Синагога хасидів Койданово (Мінськ)
Синагога хасидів з Койданово — колишня хасидська синагога, яка діяла в Мінську наприкінці 19 і початку 20 ст. Розташовувалася на вулиці Олександрійській (нині вулиця М. Богдановича).
Синагога була заснована хасидами з Койданово (нині місто Дзержинськ). Була популярна музикою під час богослужінь, насамперед піснями Янкеля Телечанера. В даний час не існує.